# Melolontha virescens
Melolontha virescens är en skalbaggsart som beskrevs av Brenske 1896. Melolontha virescens ingår i släktet Melolontha och familjen Melolonthidae. Inga underarter finns listade i Catalogue of Life.